# 只因你太美
《只因你太美》是中国男子团体SWIN-S的一首歌曲，收录于其首张迷你专辑《New World》中。《只因你太美》的作词、编曲与后期录音在中国以外完成，说唱部分由团体成员蔡徐坤创作，其制作则全权委托给中国以外的制作团队。歌曲融合了电子、嘻哈、说唱等元素。歌曲的歌词描述了爱情中的悸动、不安、甜蜜与美好。2016年12月1日，歌曲正式发行。

## 相關
2019年，蔡徐坤的一段篮球视频，该视频以《只因你太美》作为背景音乐，其中歌词“只因你太美”因语速太快或发音不清而听起来与“鸡你太美”近似，从而导致歌曲再度被廣泛注目，引发大量空耳与恶搞。